# August Abendroth

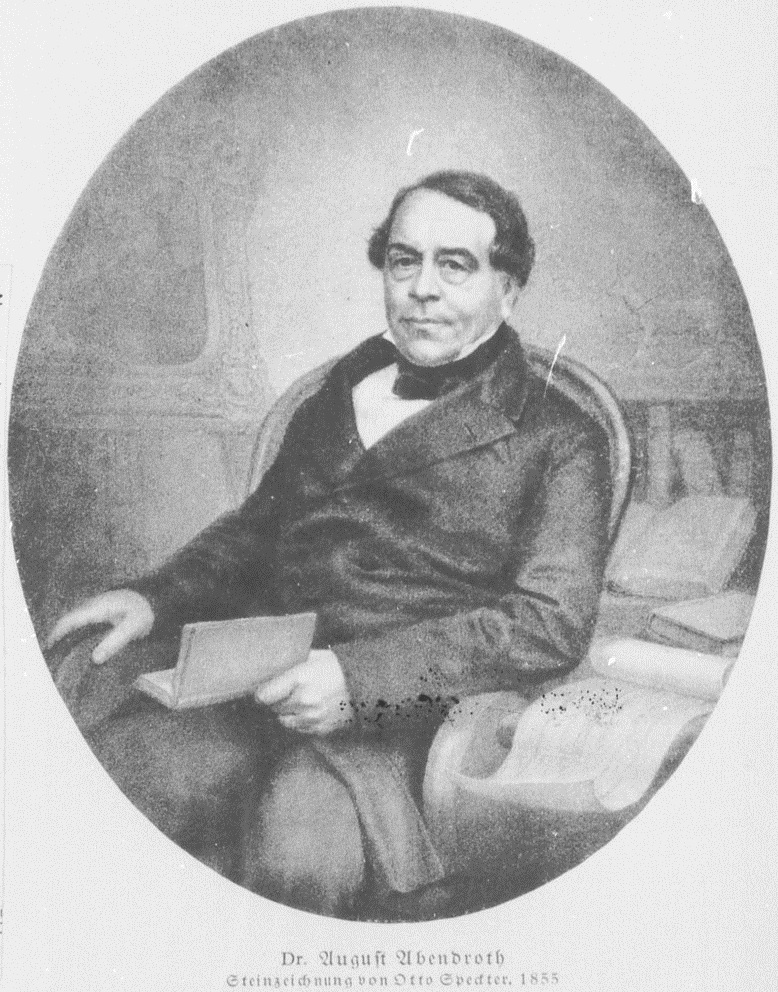
August Abendroth (1855), Lithografie von Otto Speckter

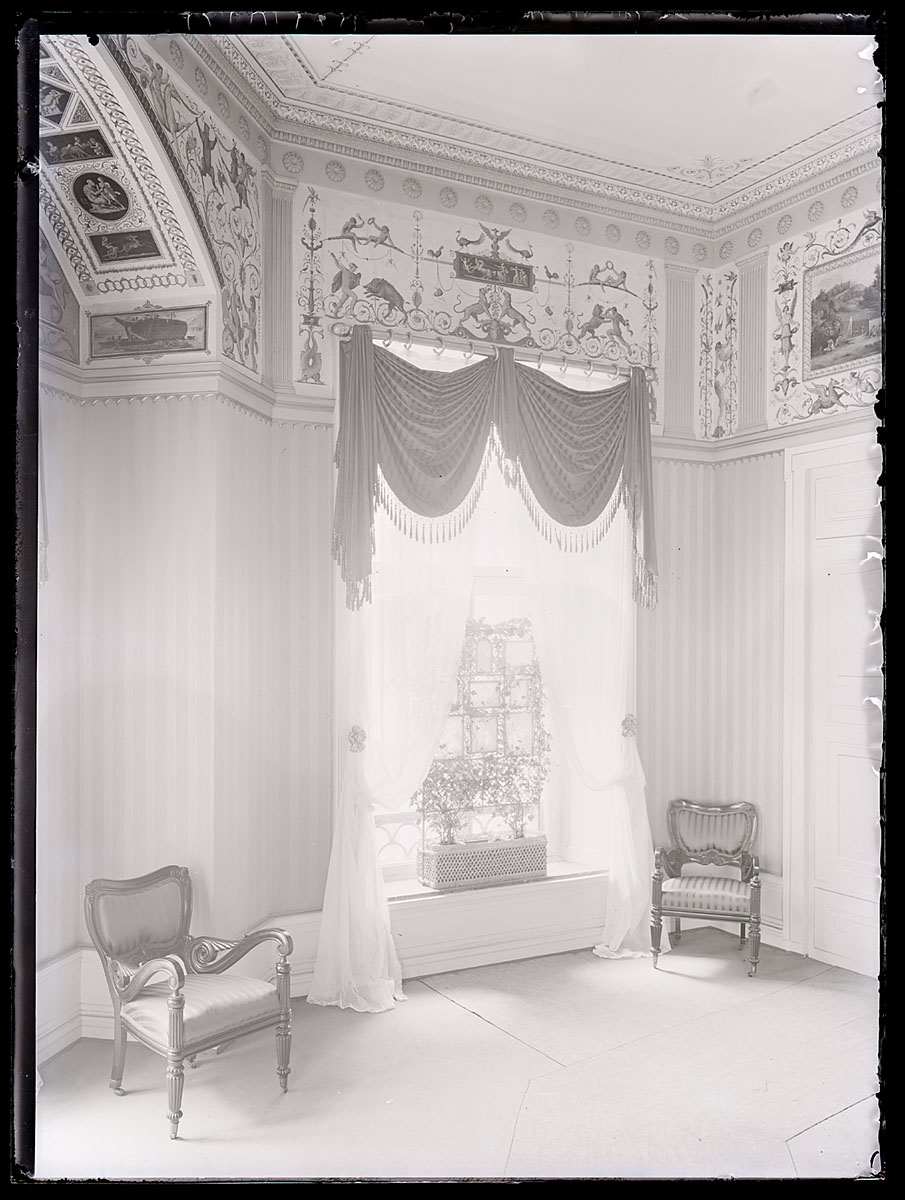
Abendrothsches Zimmer, Fotografie von Wilhelm Weimar, um 1905

August Abendroth (* 6. Oktober 1796 in Hamburg; † 19. März 1867 ebenda) war ein hamburgischer Unternehmer, Bodenspekulant und Mäzen.

## Leben

### Herkunft und Privatleben
August Abendroth war der älteste Sohn von neun Kindern des hamburgischen Senators und späteren Bürgermeisters Amandus Augustus Abendroth aus der Ehe mit Johanna Magdalena von Reck. So wie sein Vater studierte auch August Rechtswissenschaften, und zwar von 1816 bis 1820 in Göttingen und Heidelberg. Im Anschluss an sein Studium wurde August Abendroth zum Dr. jur. promoviert, und begann in Hamburg als Advokat zu arbeiten. 1823 heiratete er die Kaufmannstochter Conradine Therese Sievert (1805–1874), die ein beträchtliches, ererbtes Vermögen in die Ehe einbrachte; ihr Vater war u. a. Präses der Handelskammer Hamburg. Dadurch konnte Abendroth den Advokatenberuf aufgeben, und sich auf unternehmerische Tätigkeiten konzentrieren. Aus der Ehe gingen sechs Töchter hervor:
- Emma Johanna (1824–1873), verheiratete Arenhold, starb in Verden/Aller
- Wilhelmine Auguste  (1825–1867), verheiratet mit Friedrich Wilhelm von Borries (1815–1864), starb in Ratzeburg
- Helene (1827–1911), verheiratet 1847 mit dem Maler Charles Roß, dessen Schülerin sie war. August Abendroth unterstützte die Etablierung von Roß in der Kunstwelt, um die Verbindung für die Hamburger Patrizierkreise akzeptabler zu machen. Abendroth drängte Roß zu Studienreisen ins Ausland und kaufte bei seinem Schwiegersohn in spe Gemälde und zog ihn als Kunstberater hinzu.[2]
- Therese (1830–1860), blieb unverheiratet und starb in München
- Anna Elisabeth (30. Juni 1833 – 14. Januar 1889), verheiratet mit Ernst Joseph Conrad von Tietzen und Hennig (25. Januar 1823 – 25. Juni 1905), starb in Freiburg
- Fides Magdalena  (1837–1910), verheiratet mit Wilhelm Conrad Berkefeld, blieb in Hamburg

Von 1832 bis 1836 ließ sich Abendroth nach Entwürfen von Alexis de Chateauneuf ein repräsentatives Stadtpalais an der Binnenalster, Ecke Neuer Jungfernstieg/Große Theaterstraße errichten. Die Innenausstattung, insbesondere die Ausmalung mit Fresken, entstand in Zusammenarbeit mit Erwin Speckter. Vollendet wurde die spätklassizistische Gestaltung von Carl Julius Milde. Das Haus galt als Chateauneufs „bedeutendstes Gesamtkunstwerk“, dessen „Architektur und Innenausstattung meisterhaft aufeinander abgestimmt waren“. Das Haus wurde 1905 abgerissen, ein als Abendrothsches Zimmer bekanntes Balkonzimmer befindet sich im Hamburger Kunst- und Gewerbemuseum. August Abendroth ließ sich von Hermann Steinfurth porträtieren. Das Porträt befindet sich heute in der Hamburger Kunsthalle.

### Unternehmerische Tätigkeit
Haupttätigkeitsfeld Abendroths wurde die Stadtentwicklung und Bodenspekulation. Zu seinen Freunden gehörte der Ingenieur William Lindley, der ab 1838 maßgeblich an der Modernisierung der Erschließung Hamburg, insbesondere der Wasserversorgung und der Verkehrseinrichtungen mitwirkte. 1837 erwarb Abendroth zusammen mit Carl Heine und Adolph Jencquel bei einer Versteigerung das weitgehend brachliegende Gebiet Uhlenhorst am östlichen Alsterufer für 70.700 Mark Banco bzw. 106.500 Courantmark und begann mit der Entwässerung, Parzellierung und Verkehrserschließung. Dies war eine Voraussetzung zur Entstehung des neuen Hamburger Stadtteils Uhlenhorst.
August Abendroth war wie auch sein Bruder Carl Eduard Abendroth eine der führenden Figuren und wichtiger Aktionär bei der politischen Initiierung, dem Bau und dem Betrieb der Berlin-Hamburger Eisenbahn-Gesellschaft. Er wirkte bei der Gesellschaft nach der Aufnahme des Betriebes viele Jahre als Vorsitzender im Aufsichtsrat, oder in der zeitgenössischen Sprechweise: als Präses des Ausschusses. Auch am von Lindley vorgeschlagenen Bau der Hammerbrooker Kanäle war Abendroth führend beteiligt.

### Mäzenatentum
1822 gehörte Abendroth zu den 30 Gründungsmitgliedern des Kunstvereins in Hamburg. Abendroth machte sich auch um die Hamburger Kunsthalle verdient. Daneben förderte er die Innere Mission und gehörte zu den 60 Gründungsmitgliedern der Hamburger Stadtmission. Auch an der Förderung des Eisenbahnbaus und der Erschließung von Baugelände hat er sich beteiligt. Nach seinem Tod vermachte seine Witwe einen Teil seiner privaten Buchsammlung der Stadtbibliothek.

### Öffentliche Ämter und Politik
Abendroth diente als Offizier beim Hamburger Bürgermilitär. Dort war er zuletzt von 1827 bis 1834 Major beim Generalstab. Von 1839 bis 1845 war er Mitglied der Baudeputation.
Er gehörte der Hamburger Konstituante an. Abendroth war von 1860 bis 1862 Mitglied der Hamburgischen Bürgerschaft, in die er in den allgemeinen Wahlen des 34. Bezirks gewählt worden war.